# Johnny Beauchamp
Johnny Beauchamp (* 23. März 1923 in Harlan, Iowa; † 17. April 1981) war ein US-amerikanischer NASCAR-Rennfahrer. Bekannt wurde er mit der sehr knappen Entscheidung im Daytona 500 1959.

## Karriere

### Anfänge
Beauchamp begann nach dem Zweiten Weltkrieg mit der Teilnahme an Stock-Car-Rennen. Von 1950 bis 1954 fuhr er Rennen auf der Rennstrecke des Dodge Park Playland in Council Bluffs, wo er 37 Rennen und zwei Meisterschaften für sich entscheiden konnte. Ab 1955 fuhr er in Rennen der International Motor Contest Association (IMCA) wo er die Meisterschaft gewinnen konnte. Diesen Erfolg wiederholte er im folgenden Jahr.

### NASCAR
1959 wurde ein Mechaniker namens Roy Burdick gefragt ob er einen Ford Thunderbird kaufen wollte, um im ersten Daytona 500 anzutreten. Burdick bat Beauchamp diesen zu fahren. In dem Rennen am 22. Februar war Beauchamp meist in den vorderen Drei, bis er in der letzten Runde mit Lee Petty scheinbar gleichzeitig die Ziellinie überquerte. Beide beanspruchten daraufhin den Sieg für sich. Beauchamp wurde zuerst zum Sieger erklärt, doch aufgrund der Fotos wurde ihm der Sieg fünf Stunden später aberkannt.
1960 fuhr er elf weitere Rennen, wo er auch sein letztes NASCAR-Rennen auf dem Nashville Speedway gewann. Im Qualifying zum Daytona 500 1961 kam es zu einem Unfall mit Banjo Matthews: beide Rennwagen kamen von der Strecke ab, dabei verletzte sich Beauchamp am Kopf und Rücken. Danach fuhr er keine NASCAR-Rennen mehr.